# Locorotondo
Locorotondo – miejscowość i gmina we Włoszech, w regionie Apulia, w prowincji Bari.
Według danych na styczeń 2009 gminę zamieszkiwało 14 196 osób przy gęstości zaludnienia 298,8 os./km².

## Miasta partnerskie
- Trzebnica